# 39ª Brigata di difesa costiera
La 39ª Brigata autonoma di difesa costiera "Cosacchi del Mar Nero" (in ucraino 39-та окрема бригада берегової оборони імені Чорноморського Козацтва?, 39-tа okrema bryhada berehovoї oborony imeni Čornomors'koho Kozactva, unità militare А7382) è un'unità di fanteria del Corpo della fanteria di marina ucraina con base a Odessa.

## Storia
La brigata è stata costituita il 5 marzo 2022, poco dopo l'inizio dell'invasione russa dell'Ucraina, come 126ª Brigata autonoma di difesa territoriale (in ucraino 126-та окрема бригада територіальної оборони?, 126-ta okrema bryhada terytorial'noї oborony), venendo annunciata dal capo dell'amministrazione militare di Odessa. L'8 marzo è iniziato il reclutamento del personale dell'unità. L'addestramento degli oltre 2000 volontari è stato organizzato rapidamente, in quanto nelle prime fasi della guerra era ritenuto possibile un tentativo di sbarco russo a Odessa. Il vice comandante dell'unità, tenente colonnello Larysa Jakobčuk, è la prima e unica donna a ricoprire questo incarico in una brigata delle Forze armate ucraine. Già a partire da aprile elementi della brigata sono stati impiegati contro le forze di occupazione russe nelle regioni di Cherson e di Mykolaïv.
L'11 maggio 2022, nel corso dei lavori per la costruzione di fortificazioni lungo la costa, i militari della brigata hanno rinvenuto alcune antiche anfore risalenti al IV-V secolo a.C., le quali sono state consegnate al Museo archeologico di Odessa.
Dopo essere rimasta schierata nelle retrovie presso Mykolaïv durante l'estate, la brigata è stata impiegata in combattimento durante la controffensiva ucraina verso Cherson, contribuendo alla liberazione della città e al completo ritiro delle truppe russe oltre il Dnepr l'11 novembre 2022. Il 6 novembre la brigata è stata intitolata ai Cosacchi del Mar Nero. Il 3 dicembre ha ricevuto la bandiera di guerra da parte del comandante in capo delle Forze di difesa territoriale, Ihor Tancjura. È rimasta di stanza presso la città di Cherson anche nel 2023, in seguito al trasferimento in Donbass della quasi totalità delle brigate precedentemente impiegate in questo settore. Trasferita successivamente nell'Ucraina orientale, nel giugno 2023, insieme alla 111ª Brigata di difesa territoriale e supportata da elementi della 95ª Brigata d'assalto aereo, ha respinto un tentativo di attacco russo portato avanti dalla 76ª Divisione d'assalto aereo nell'area di Kreminna.
Il 3 marzo 2024, nell'ambito della riforma delle Forze di difesa territoriale, la brigata è stata trasferita al Corpo della fanteria di marina ucraina, ricevendo un nuovo stemma. A partire da maggio elementi della brigata sono stati impiegati nella difesa di Časiv Jar, dove una piccola squadra di soldati del 223º Battaglione della brigata e del 225º Battaglione d'assalto si sono trovati isolati nella propria posizione nei boschi a nord della città, resistendo per 70 giorni circondati dalle forze russe e riforniti grazie ai droni finché all'inizio di luglio un contrattacco della 24ª Brigata meccanizzata ha raggiunto il gruppo, permettendo ai soldati di tornare dietro le linee ucraine. Il 30 settembre 2024 la brigata è stata insignita del titolo onorifico "Per il Valore e il Coraggio" da parte del presidente ucraino Volodymyr Zelens'kyj. Il 20 febbraio 2025 la brigata è stata riorganizzata come unità di difesa costiera, facendo seguito alla 34ª e alla 40ª Brigata di difesa costiera, ricevendo inoltre un nuovo stemma.

## Struttura
- Comando di brigata[19]
- 220º Battaglione di difesa territoriale (unità militare А7395)[20]
- 221º Battaglione di difesa territoriale (unità militare А7396)
- 222º Battaglione di difesa territoriale (unità militare А7397)
- 223º Battaglione di difesa territoriale (unità militare А7398)
- 224º Battaglione di difesa territoriale (unità militare А7399)
- 245º Battaglione di difesa territoriale
- 246º Battaglione di difesa territoriale (unità militare А4437)[21]
- Compagnia genio
- Compagnia comunicazioni
- Compagnia logistica
- Batteria mortai

## Comandanti
- Colonnello Serhij Kuz (marzo 2022 - febbraio 2023)[22]
- Colonnello Vadym Muchin (febbraio 2023 - settembre 2024)[23]
- Colonnello Oleksandr Tonenčuk (settembre 2024 - luglio 2025)[24]
- Tenente colonnello Andrij Moroz (luglio 2025 - in carica)[25]